# Pessar
Ein Pessar (von lateinisch pessum bzw. pessarium „Gebärmutterzapfen, -stöpsel“, von ursprünglich altgriechisch πεσσόν pessόn, eigentlich „Brettspiel-Stein“, aber auch Bezeichnung für einen zapfenförmigen, bei Gebärmuttervorfall eingesetzten Stützstein) ist ein Medizinprodukt, welches in die Vagina oder die Gebärmutter eingelegt wird.

## Therapeutische Pessare
Pessare können als konservative Behandlungsform bei krankhafter Lageveränderung der Gebärmutter in die Scheide eingelegt werden. Sie dienen auch als konservative Therapiemethode bei Belastungsinkontinenz. Die Form der Pessare ist dabei sehr unterschiedlich und reicht von teilweise siebförmigen Schalenformen und Ringen bis hin zu Würfeln. 1860 beschrieb der amerikanische Geburtshelfer Hugh Lennox Hodge (1796–1873) erstmals das von ihm erfundene Hodge-Pessar zur Aufrichtung der abgeknickten Gebärmutter. Als Materialien werden heute überwiegend Silikon und Kunststoff verwendet. Bis heute werden gelegentlich auch starre Pessare aus Porzellan oder Glas verwendet, mit einem Außendurchmesser von meist 55–100 mm.
Pessare wurden bereits in früheren Zeiten zur Therapie eingesetzt. Bei archäologischen Ausgrabungen von ur- und frühgeschichtlichen Frauenbestattungen wurden häufiger ringförmige Objekte aus Keramik bzw. Metall gefunden, die mittig in der unteren Beckengegend lagen und von Archäologen und Paläopathologen als Pessare gedeutet werden. Aus der Eisenzeit, genauer der späten Hallstattzeit und der frühen Latènezeit, sind bislang zwölf Frauenbestattungen bekannt, in denen sich tönerne Pessare fanden.

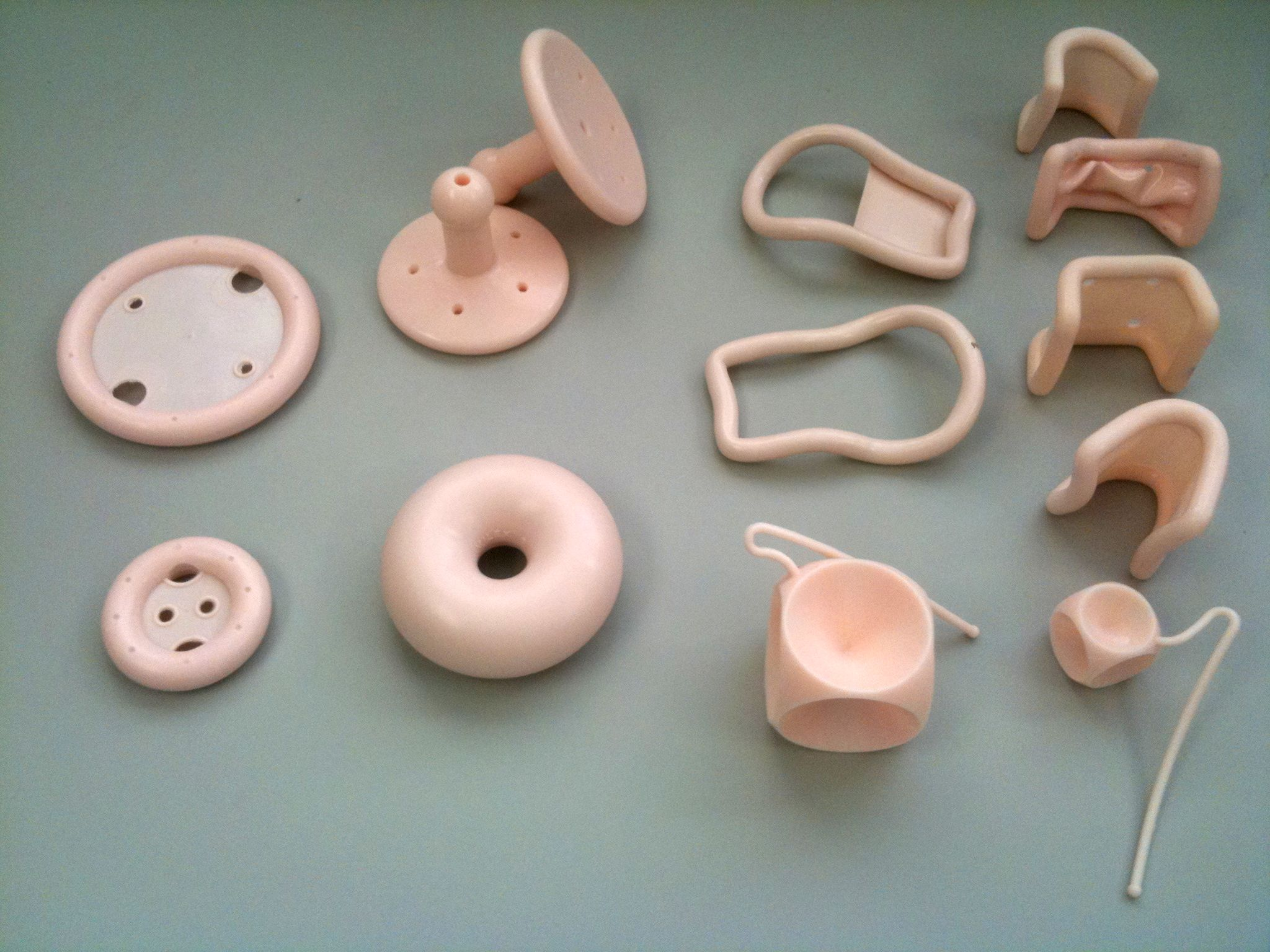
Verschiedene therapeutische Pessarmodelle
Verschiedene Pessare aus Silikonschaum

## Pessare zur Empfängnisverhütung
Als mechanische Verhütungsmittel dienen Pessare zur Empfängnisverhütung. Sie können als sogenanntes Diaphragma in die Scheide eingelegt, als Portiokappe auf den äußeren Muttermund gesetzt oder als Intrauterinpessar (Spirale) in die Gebärmutter eingelegt werden.

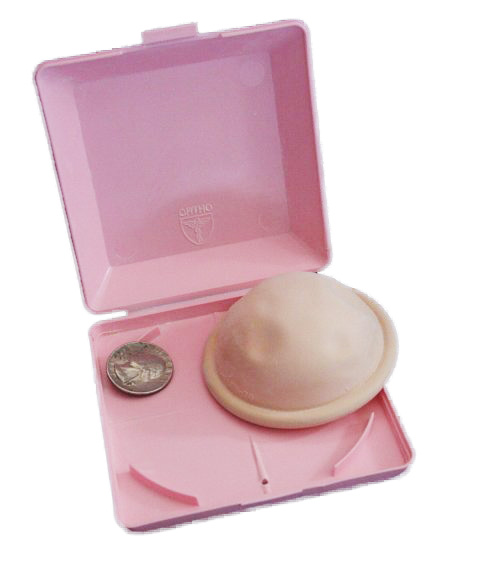
Diaphragma
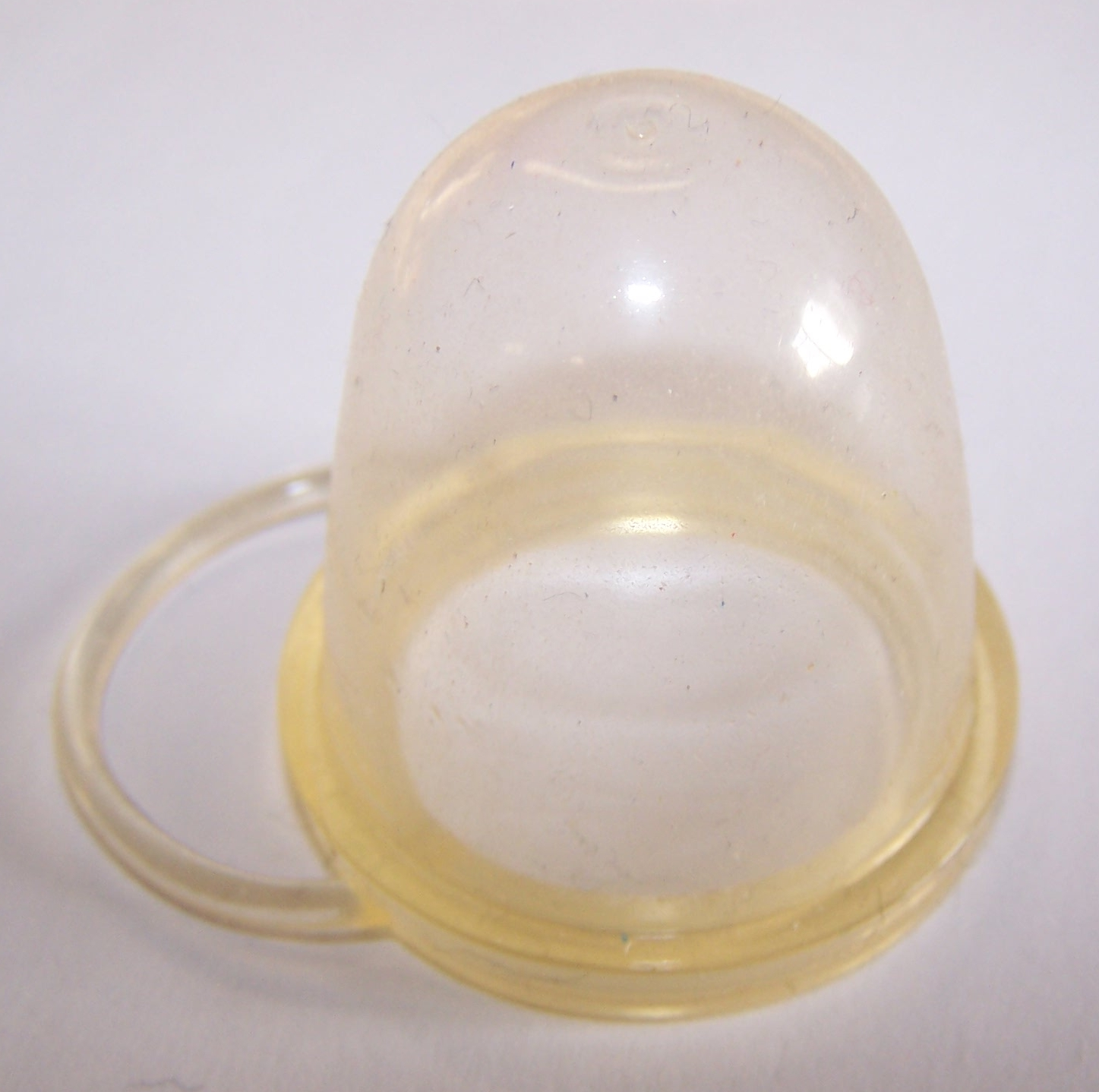
Portiokappe
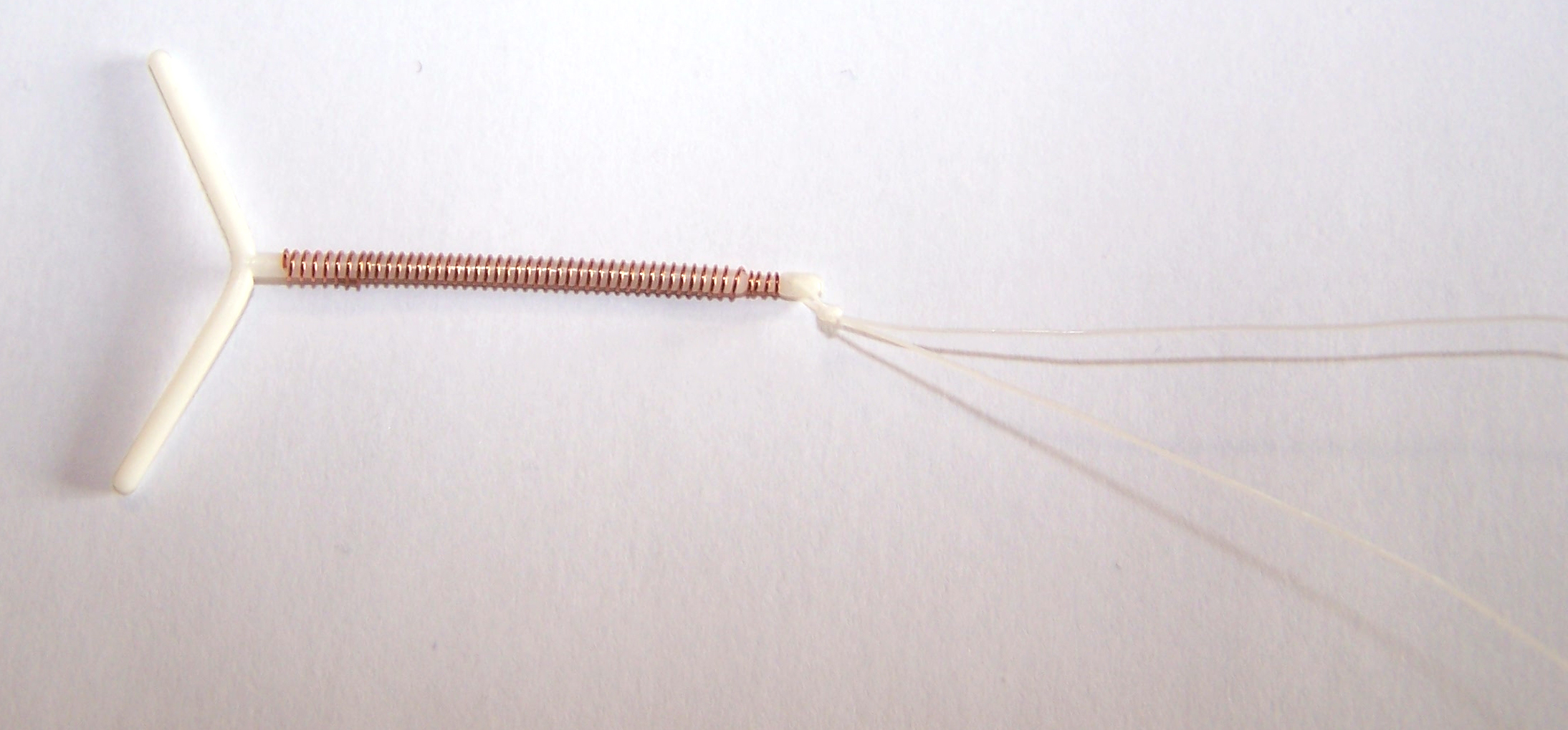
Intrauterinpessar (Spirale)